# 胡亚东 (赛艇运动员)
胡亚东（1968年10月3日—）是一名前中国女子赛艇运动员。她在1988年汉城夏季奥林匹克运动会中，参加了女子四人双桨赛艇比赛并获得银牌。